# Каневский полк
Каневский полк, Полк Ка́невский — административно-территориальная и войсковая единица Войска Запорожского, существовавшая с 1625 года до 1712 года.
Полковой город — Канев (ныне районный центр Черкасской области).

## История
Образован в 1625 году как полк реестровых казаков Польско-Литовского государства. В другом источнике указано что реестровых полков было шесть: Черкасский, Каневский, Белоцерковский, Корсунский, Чигиринский, Переяславский (последний на левой стороне Днепра); каждый полк находился под начальством полковника (полковничество) и его помощника есаула, а каждый полк делился на десять сотен. Каждая сотня реестрового полка была под начальством сотника и его помощника сотенного есаула. Городовые или украинские казаки получали жалованья по червонцу на каждого простого казака и по тулупу.
На западе полк граничил с Корсунским, на юге с Черкасским, на востоке с Переяславским полками.
В течение 1649 — 1665 годов территория полка была ареной жестокой борьбы против польско-шляхетского войска. 
В 1674 году были приняты в русское подданство правобережные малороссийские казачьи полки: Черкасский, Каневский, Белоцерковский, Корсунский, Брацлавский, Уманский, Кальницкий, Подольский, Поволочский и Торговицкий.
В 1678 году, после Чигиринских походов, полк был расформирован, казаки ушли на Левобережье и расселились на территории Переяславского полка. Во время восстания 1702-1704 годов полк был восстановлен Семёном Палием как образование правобережных казаков. Когда по условиям Прутского мира Правобережье попало под власть Польши, полк в 1712 году прекратил своё существование.

## Состав и территориальное деление полка
По Зборовскому реестру 1649 года, то есть на пике восстания Хмельницкого, полк имел 3 167 козаков и 16 сотен, из них одну полковую и десять именных (по именам сотников), остальные названы по именам местностей где они стояли: Межеречье, Трахтемиров, Ржищев, Стайки, Михайловцы, Масловцы. А именно
- 1. Стародуба — полковник Стародуб Иван;
- 2. Волынца — Волынец Павло;
- 3. Кулаги — Кулага Яким;
- 4. Богданенка — Богданенко Фесько;
- 5. Гуняка — Гуляк Федор;
- 6. Рощенка — Рощенко Петро;
- 7. Климова — Малашенко Клим;
- 8. Юхимова — Рощенко Юхим;
- 9. Андреевская — Андрий;
- 10. Межиричская (147 козаков) — Супрун Михайлович;
- 11. Трахтемировская (167 козаков) — Цепковский;
- 12. Ржищевская (222 козаки) — Чугуй;
- 13. Стайковская (170 козаков) — Шеремет Тарас;
- 14. Михайловская (98 козаков) — Данило Юхимович;
- 15. Масловская (100 козаков) — Евлашенко Семен;
- 16. Каневская полковая — Иван Голота.

Полковым писарем в реестре значится Герасим Савич, а полковым есаулом – Богдан Шабельниченко.
После Белоцерковского мира 1651 г. полк был сильно сокращен. Были ликвидированы Масловская и Трахтемировская сотни, общее количество каневских сотен (в Зборовском реестре названных по именам сотников) сократилось до пяти, но появились две новые сотни – Бубновская (на Левобережье) и Конончанская (видимо, создана из одной из ликвидированных Каневских и Маслоставской сотен). Всего к моменту Переяславской рады 1654 г. Каневский полк насчитывал 11 сотен (из них 9 тех, что возникли в 1649 г.), и 3152 реестровых козака. Общий список сотен полка, с принадлежавшими к ним селами, таков:
- 1. Каневская городовая сотня (села: Чернище, Ходоров, Тулибле, Соркланов, Студенец).
- 2. 1-я сотня Каневского полка (Литвинецкая, по селу Литвинец).
- 3. 2-я сотня Каневского полка (Пекарская, по с. Пекари)
- 4. 3-я сотня Каневского полка (Костенецкая, по с. Костенец)
- 5. 4-я сотня Каневского полка  (Келибердинская, по с. Келибердей).
- 6. 5-я сотня Каневского полка (Клепачицкая, сс. Клепачи, Доманчиц).
- 7. 6-я сотня Каневского полка (Леплявская, сс. Леплява, Решотки за Днепром).
- 8. 7-я сотня Каневского полка. (Бубновская, иногда называется Прохоровская – сс. Бубнов, Прохоровка).
- 9. Таганская сотня (сс. Таганча, Голяки, Вороново, Синявка, Беркозово)
- 10. Межиричская сотня (с. Межиричка, иначе Товаров).
- 11. Трахтемировская сотня (Трахтемиров, Подсенное).
- 12. Иржавецкая сотня (сс. Иржавец, Полстин, Ржавец, Македонец, Лазарщица, Бабичи)
- 13. Масловская сотня (Маслов Став).
- 14. Стайковская сотня (Стайки)
- 15. Михайловская сотня (Михайловка)
- 16. Конончацкая сотня (1654 – Кононча, Бобрица, Богородична слобода, Глинча, Григоровка, Бруча, Бурнеливщина, Дударцы, Колтегаев, Курильчицы, Лука, Малудовце, Процки, Романивку, Россохате, Совин, Степанчицы, Тулицы, Пие, Хмильна, Чаплицы, Черленков, Юсков Млинок, Яриловичи, Сушка).

## Полковники
Каневские полковники (полковник каневский) или полковники Каневского полка (год):
1. Кулага, Иван (1630);
2. Данило (1632 — 1634);
3. Лагода, Андрей (1637);
4. Боярин, Иван Иванович (1638);
5. Секиринский, Амвросий (1638);
6. Голуб, Юрий (1644 — 1646);
7. Галайда, Иван (1648);
8. Голуб, Евстафий (1648);
9. Савич, Семён Леонтьевич (1648 — 1649);
10. Гулак — наказной полковник в 1649;
11. Шангирей, Иван — наказной полковник в 1650;
12. Заблоцкий, Пропий — наказной полковник в 1650;
13. Савич, Семён (1651);
14. Решетила, Василий — наказной полковник в 1652;
15. Стародуб, Иван (1653 — 1654);
16. Бутенко, Андрей (1654 — 1657);
17. Стародуб, Иван (1657 — 1658);
18. Савич, Семён Леонтьевич (1658 — 1659);
19. Лизогуб, Иван Кондратьевич[8] (1659 — 1660);
20. Трушенко, Степан (1660 — 1661);
21. Лизогуб, Иван Кондратьевич (1662)[8];
22. Дмитриенко, Иван (1662 — 1664);
23. Лизогуб, Яков Кондратьевич (1665);
24. Дорошенко, Пётр Дорофеевич (1665);
25. Бутрим, Пётр (1665 — 1666);
26. Лизогуб, Яков Кондратьевич (1666 — 1674);
27. Гурский, Иван (1674 — 1667);
28. Пушкаренко, Давид Трофимович (1674 — 1678);
29. Палий, Семён (1702 — 1704).